# Merluccius polli
Merluccius polli és una espècie de peix pertanyent a la família dels merlúccids.

## Descripció
- Pot arribar a fer 80 cm de llargària màxima (normalment, en fa 40).
- En general, és negrós al dors i gris acerat o negrós al ventre.
- 1 espina i 45-52 radis tous a l'aleta dorsal.
- Cap gros i poc deprimit.
- Els extrems de l'aleta pectoral solen arribar a l'origen de l'aleta anal en els exemplars petits però no pas en els grossos.
- Les vores de l'aleta caudal són blanques.
- Les escates es desprenen amb facilitat.[3][4][5]

## Alimentació
Menja principalment peixets i, en menor mesura, calamars i gambetes.

## Hàbitat
És un peix marí i batidemersal que viu entre 50 i 910 m de fondària (normalment, entre 50 i 550).

## Distribució geogràfica
Es troba a l'Atlàntic oriental: des de Mauritània fins a Angola i a prop del cap Frio (Namíbia).

## Observacions
És inofensiu per als humans i es comercialitza principalment fresc, congelat i per a elaborar farina de peix i oli.